# Octonoba wanlessi
Octonoba wanlessi là một loài nhện trong họ Uloboridae.
Loài này thuộc chi Octonoba. Octonoba wanlessi được miêu tả năm 2004 bởi Zhang, Zhu & Da-xiang Song.